# Daniel Z. Freedman
Daniel Zissel Freedman (Hartford, Estados Unidos, 1939) es un físico teórico estadounidense, profesor emérito de física y matemática aplicada en el Instituto Tecnológico de Massachusetts, y profesor visitante en la Universidad Stanford. Es conocido por su trabajo en supergravedad.

## Formación
Daniel Freedman completó sus estudios de grado en la Universidad Wesleyana y su doctorado en la Universidad de Wisconsin-Madison en 1964. En 1967-68, Freedman fue miembro de la Escuela de Ciencias Naturales del Institute for Advanced Study, al que regresó en 1973-74 y 1986-87. Fue nombrado profesor de matemática aplicada en el Instituto Tecnológico de Massachusetts en 1980, y profesor de física en 2001. Antes de unirse al MIT, fue profesor en la Universidad de Stony Brook.

## Supergravedad
En 1976, Daniel Z. Freedman codescubrió junto a Sergio Ferrara y Peter van Nieuwenhuizen la supergravedad. Freedman y Van Nieuwenhuizen eran en ese momento profesores en la Universidad de Stony Brook. La supergravedad generaliza la teoría de la relatividad general de Einstein incorporando la entonces nueva idea de la supersimetría. En las siguientes décadas, tuvo implicaciones para la física más allá del modelo estándar, para la teoría de supercuerdas y para las matemáticas. Por su trabajo en supergravedad, Freedman, anterior receptor de la Beca Sloan y de la Beca Guggenheim en dos ocasiones, recibió en 1993 la Medalla Dirac, en 2006 el Premio Dannie Heineman de Física Matemática, en 2016 la Medalla Majorana, y en 2019 el Breakthrough Prize in Fundamental Physics, todos ellos conjuntos con Ferrara y Van Nieuwenhuizen. Freedman fue también ponente en las Andrejewski Lectures in Mathematical Physics de 2002 en el Instituto Max Planck de Matemática en las Ciencias en Leipzig.

## Intereses de investigación
La investigación de Freedman se centra en teoría cuántica de campos, gravedad cuántica y teoría de supercuerdas con énfasis en el papel de la supersimetría. Más recientemente, ha trabajado en la correspondencia AdS/CFT, en la que obtuvo resultados en el límite de acoplamiento fuerte de ciertas teorías de gauge en dimensión 4 a partir de cálculos en supergravedad clásica en 5 dimensiones.
En el año 1993/94, Freedman fue científico visitante en la división teórica del CERN en Ginebra.